# Chirurgie fœtale
La chirurgie fœtale (ou chirurgie prénatale) regroupe certaines interventions sur le fœtus humain, ayant pour but d'apporter des traitements, sans lesquels l'évolution naturelle de la grossesse, serait une détérioration irréversible des fonctions fœtales. Il s'agit d'une discipline (branche de la Gynécologie-obstétrique) relativement récente, et qui est en constant mouvement.
En France, seules certaines maternités sont habilitées à pratiquer la chirurgie prénatale.

## Historique
Le premier geste thérapeutique invasif sur fœtus humain, fut une transfusion fœtale réalisée en 1963 par William Liley (en).
Vingt années plus tard, une équipe médicale de l'Université de Californie (UCSF), San Francisco (Michael Harrison (en)), réussit une dérivation urinaire fœtale par hystérotomie, ouvrant le champ de la chirurgie prénatale par hystérotomie.
En 1992 à King's College (Londres) une équipe composée par Yves Ville (France) et Kypros Nikolaides (Angleterre), réussit avec un fœtoscope de petite dimension et sous anesthésie locale une intervention au Laser sur placenta de grossesse gémellaire, réussissant à améliorer le pronostic du syndrome transfuseur transfusé,,.
Après cette date, la chirurgie fœtale s'est étendue en Europe de l'Ouest et en Amérique.
Il s'agit actuellement d'une réalité clinique. Les femmes enceintes pouvant nécessiter ces interventions sont adressées aux maternités qui peuvent les proposer.

## Techniques

### La chirurgie fœtale par fœtoscopie (endoscopie de l'utérus gravide)

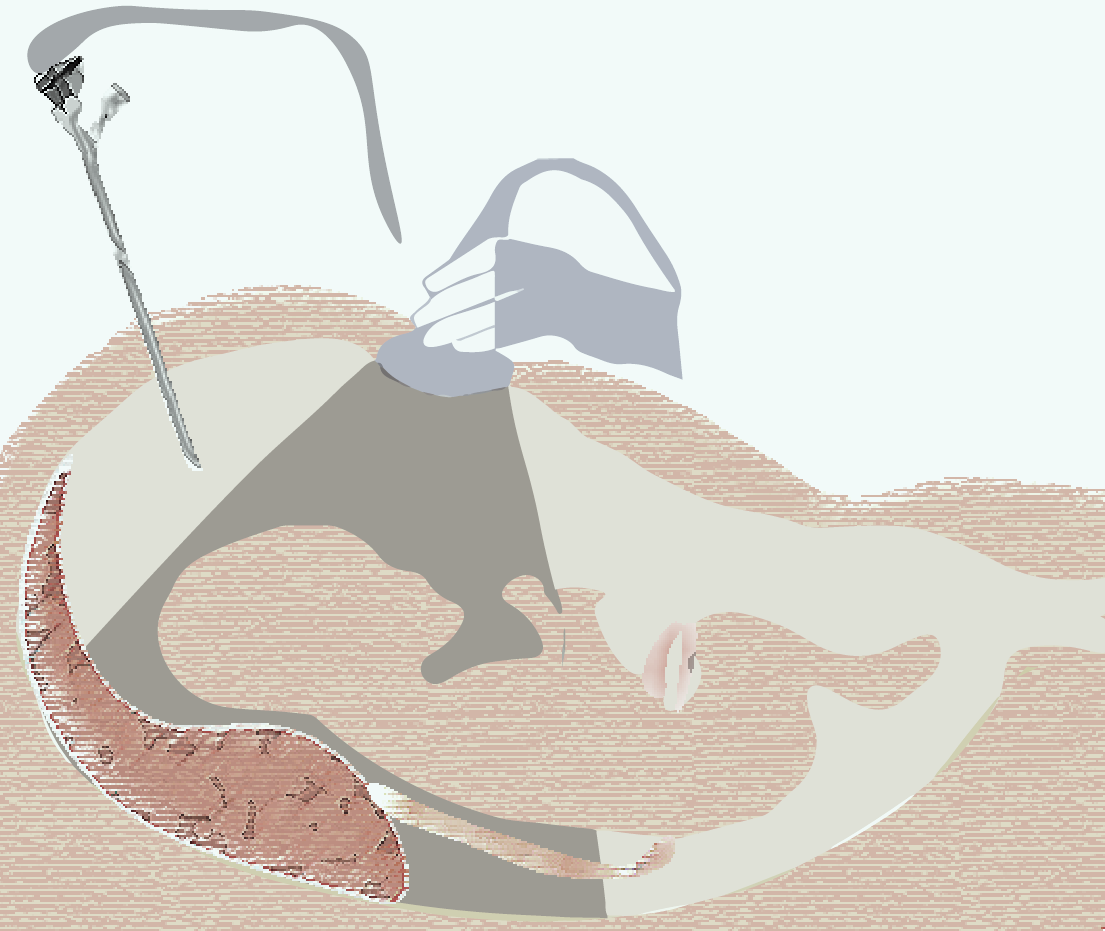
Intervention par fœtoscopie. Illustration simplifiée.

L'obstétricien spécialiste dans cette branche réalise une visualisation du fœtus in utéro par un fœtoscope (endoscope) de quelques millimètres de diamètre, et peut effectuer des gestes chirurgicaux. Ce type d'interventions est habituellement pratiqué selon les indications, après discussions avec les parents dans diverses situations comme le syndrome transfuseur-transfusé, certaines obstructions des voies urinaires, certaines hernies diaphragmatiques, certaines cardiopathies.

### La chirurgie fœtale par hystérotomie

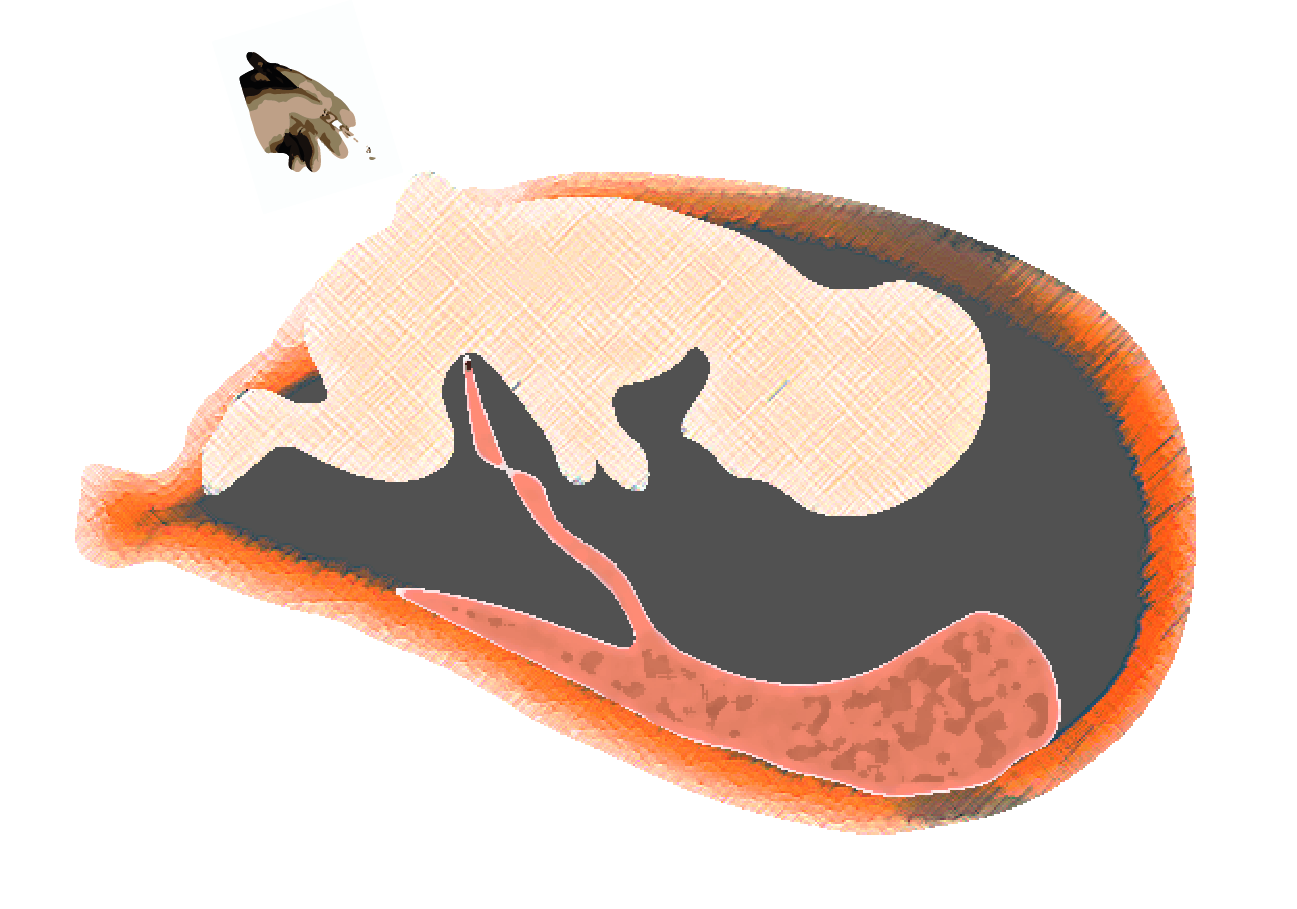
Intervention par hystérotomie.Illustration simplifiée.

Essentiellement réalisée pour certains spina bifida. L'utérus est ouvert par une incision de quelques centimètres et le fœtus partiellement extrait de l'utérus, est opéré puis remis in utéro. Cette technique a été largement pratiquée aux États-Unis et a été pratiquée en France en 2014.